# Luiza Gega
Luiza Gega (n. 5 noiembrie 1988, Okshtun i Madh⁠(d), Ostren⁠(d), Regiunea Dibër, Albania) este o atletă albaneză, specializată în proba de 3000 de metri cu obstacole.

## Carieră
Sportiva a obținut medalia de argint la 1500 m la Universiada din 2013. De două ori, în 2016 și 2021, a participat la Jocurile Olimpice unde și a purtat drapelul Albaniei la ceremonie de deschidere. La Campionatul European din 2016 a câștigat argintul în proba de 3000 m obstacole în urma nemțoaicei Gesa Felicitas Krause. La Campionatul European din 2018 s-a clasat pe locul patru.
În 2022 ea a ocupat locul cinci la Campionatul Mondial de la Eugene, fiind cea mei bună atletă din Europa. Apoi a cucerit medalia de aur la Campionatul European de la München, stabilind un nou record al competiției.
Luiza Gega deține recordurile naționale în probele de 800 m, 1500 m, 3000 m, 5000 m, 10.000 m, 3000 m obstacole, semimaraton și maraton.
Din 2022 ea este cetățean de onoare al orașului Bulqiza.

## Realizări
| An   | Competiție                   | Locație                    | Loc | Eveniment        | Note    |
| ---- | ---------------------------- | -------------------------- | --- | ---------------- | ------- |
| 2011 | Campionatul European în sală | Paris, Franța              | 14  | 800 m            | 2:08,75 |
| 2011 | Universiada                  | Shenzhen, China            | 10  | 800 m            | 2:04,13 |
| 2011 | Campionatul Mondial          | Daegu, Coreea de Sud       | 28  | 800 m            | 2:03,21 |
| 2012 | Campionatul Mondial în sală  | Istanbul, Turcia           | 9   | 1500 m           | 4:13,45 |
| 2012 | Campionatul European         | Helsinki, Finlanda         | 9   | 1500 m           | 4:12,54 |
| 2013 | Campionatul European în sală | Göteborg, Suedia           | –   | 800 m            | DS      |
| 2013 | Universiada                  | Kazan, Rusia               | 2   | 1500 m           | 4:08,71 |
| 2013 | Campionatul Mondial          | Moscova, Rusia             | 17  | 1500 m           | 4:08,79 |
| 2014 | Campionatul Mondial în sală  | Sopot, Polonia             | 6   | 1500 m           | 4:08,24 |
| 2014 | Campionatul European         | Zürich, Elveția            | 13  | 1500 m           | 4:12,25 |
| 2015 | Campionatul Mondial          | Beijing, China             | 25  | 1500 m           | 4:09,36 |
| 2016 | Campionatul Mondial în sală  | Portland, Statele Unite    | 16  | 1500 m           | 4:16,12 |
| 2016 | Campionatul European         | Amsterdam, Olanda          | 2   | 3000 m obstacole | 9:28,52 |
| 2016 | Jocurile Olimpice            | Rio de Janeiro, Brazilia   | 48  | 3000 m obstacole | 9:58,49 |
| 2017 | Campionatul European în sală | Belgrad, Serbia            | 5   | 1500 m           | 4:11,64 |
| 2017 | Campionatul Mondial          | Doha, Qatar                | –   | 3000 m obstacole | NS      |
| 2018 | Campionatul Mondial în sală  | Birmingham, Marea Britanie | 17  | 1500 m           | 4:10,65 |
| 2018 | Campionatul European         | Berlin, Germania           | 4   | 3000 m obstacole | 9:24,78 |
| 2019 | Campionatul European în sală | Glasgow, Marea Britanie    | –   | 1500 m           | NS      |
| 2019 | Campionatul Mondial          | Doha, Qatar                | 9   | 3000 m obstacole | 9:19,93 |
| 2021 | Jocurile Olimpice            | Tokio, Japonia             | 13  | 3000 m obstacole | 9:34,10 |
| 2022 | Campionatul Mondial în sală  | Belgrad, Serbia            | 13  | 3000 m           | 8:53,14 |
| 2022 | Campionatul Mondial          | Eugene, Statele Unite      | 5   | 3000 m obstacole | 9:10,04 |
| 2022 | Campionatul European         | München, Germania          | 1   | 3000 m obstacole | 9:11,31 |
| 2023 | Campionatul Mondial          | Budapesta, Ungaria         | 8   | 3000 m obstacole | 9:10,27 |
| 2024 | Campionatul European         | Roma, Italia               | 5   | 3000 m obstacole | 9:22,92 |
| 2024 | Jocurile Olimpice            | Paris, Franța              | 27  | 3000 m obstacole | 9:27,41 |

## Recorduri personale
| Probă            | Performanță | Dată              | Locație    |
| ---------------- | ----------- | ----------------- | ---------- |
| 800 m            | 2:01,31 RN  | 21 iunie 2014     | Tbilisi    |
| 1500 m           | 4:02,63 RN  | 15 mai 2015       | Doha       |
| 3000 m           | 8:46,61 RN  | 24 mai 2022       | Elbasan    |
| 5000 m           | 15:16,47 RN | 19 iunie 2022     | Craiova    |
| 10 000 m         | 32:16,25 RN | 5 iunie 2021      | Birmingham |
| 3000 m obstacole | 9:09,64 RN  | 31 august 2023    | Zürich     |
| 10 km            | 33:43       | 13 octombrie 2019 | Tirana     |
| Semimaraton      | 1:11:17     | 15 octombrie 2017 | Lucerna    |
| Maraton          | 2:35:34 RN  | 4 octombrie 2020  | Skopje     |
| 800 m în sală    | 2:02,27 RN  | 10 februarie 2013 | Atena      |
| 1500 m în sală   | 4:06,66 RN  | 29 octombrie 2023 | Istanbul   |
| 3000 m în sală   | 8:44,46 RN  | 31 ianuarie 2020  | Karlsruhe  |

## Legături externe
Materiale media legate de Luiza Gega la Wikimedia Commons
- en Luiza Gega la Olympedia.org
- en Luiza Gega la World Athletics
- en  Luiza Gega la athleticspodium.com